# Първа източна кампания (Кубинска война за независимост)
Първата източна кампания е военна кампания, която се провежда от началото на май до края на август 1895 г. в провинция Ориенте в Куба част от Кубинската война за независимост.

## Предистория
Нито Десетгодишната война, нито Малката война успяват да постигнат основната цел – пълна и окончателна независимост на остров Куба от неговите колониални господари Испания.
Между 1880 и 1895 г. Куба навлиза в периода от своята история известен още като „Турбулентната почивка“, тъй като това е време на относителен мир и икономически просперитет в колонията, макар и с периодичните въстания, които не успяват да се консолидират достатъчно, за да се считат за нови войни за независимост.
След началото на 1890-те години кубински изгнаници или емигранти, повечето от които се установяват в Съединените щати, започват да се събират около все по-видната фигура на Хосе Марти. В този контекст той основава Кубинска революционна армия от октомври до април 1892 г. като единствената партия, която обединява всички кубинци и чужденци, които искат пълна независимост на Куба. С Марти като делегат (шеф) на партията е решено да се назначат генералите Максимо Гомес и Антонио Масео съответно за първи и втори началници на бъдещата трета кубинска война за независимост, която се планира. Това се случва през 1893 г.
До края на 1894 г. всички материални и организационни условия изглеждат добре подготвени от вътре и извън острова за започване на новата война. Провалът на плана Фернандина обаче е сериозна пречка за кубинските планове за независимост. Въпреки това е решено войната да започне с или без благоприятни условия в неделя, 24 февруари 1895 г., който е ден на карнавали и фестивали за да изненада нищо неподозиращите испански колониални власти и да улесни началото на войната. Няколко от планираните въстания се провалят, което води до смъртта или залавянето на няколко важни лидери.
Войната обаче продължава с успеха на въстанията в провинциите Ориенте и Лас Вилас, но не започва да набира реална сила до десанта на братята Масео, Марти и Гомес през април. След много перипетии Масео, Марти и Гомес, заедно с други слезли от кораба водачи, успяват да поемат командването на революционерите, които всеки ден стават все по-многобройни с включването на ветерани и новобранци.
В този контекст започва Първата източна кампания в първите дни на май 1895 г. и Кръговата кампания през юни същата година. Първата е командвана от генерал-лейтенант Антонио Масео, а вторият от генералисимус Максимо Гомес.

## Кампанията
Докато Масео се бие на изток, Максимо Гомес продължава към Камагуей. Генералният капитан на острова Арсенио Мартинес Кампос е готов по всякакъв начин да предотврати настъплението. Възползвайки се от факта, че проходът Кабанигуан е оставен без надзор, главнокомандващият влиза на 5 или 6 юни, пресичайки река Хобабо с ясното намерение да превземе провинцията с оръжие.
Веднъж в района на Аграмонтна той започва Кръговата кампания, главозамайваща поредица от бойни действия около Порт о Пренс, които поставят територията на пътя на войната и продължават до 10 октомври същата година. На първия етап техните действия имат за цел да привлекат младежта на Камагуей и да разширят войната от Троха де Хусаро до Морон. Димът и пламъците са белегът на Гомес, който не се ангажира с никакви големи боеве и въпреки това поставя испанците в шах.

## Последица
Победата на тази важна военна кампания спомага за бързото групиране на кубинските сили в започващата война, както и постигането на важни военни победи, включването на голям брой бойци и получаването на нови оръжия и боеприпаси.
След успешното завършване на двете военни кампании, събранието на Химагуай се състои през септември 1895 г., в което отново е съставено правителството на Република Куба с оръжие (което е разпуснато в края на Десетгодишната война през 1878 г.), с което Революцията е обогатена с политически и съдебен апарат.